# Feldkirchen bei Mattighofen
Feldkirchen bei Mattighofen osztrák község Felső-Ausztria Braunau am Inn-i járásában. 2018 januárjában 1978 lakosa volt. 

## Elhelyezkedése

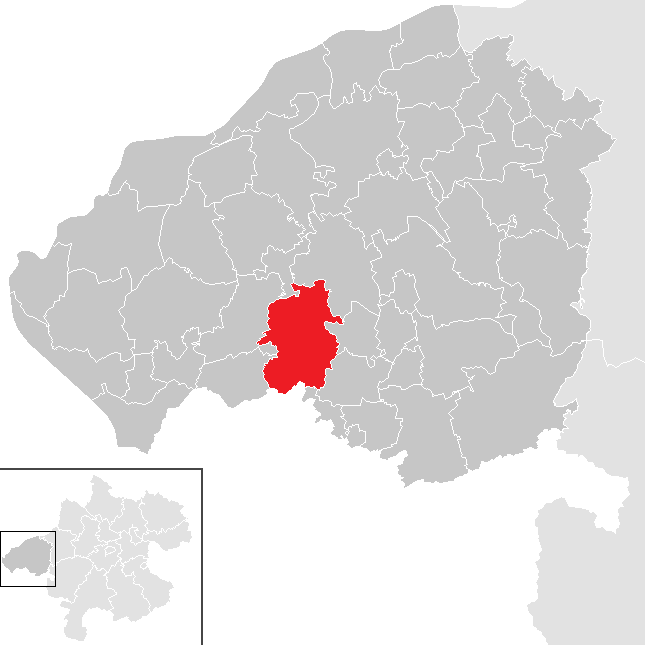
Sankt Georgen am Fillmannsbach a Braunau am Inn-i járásban

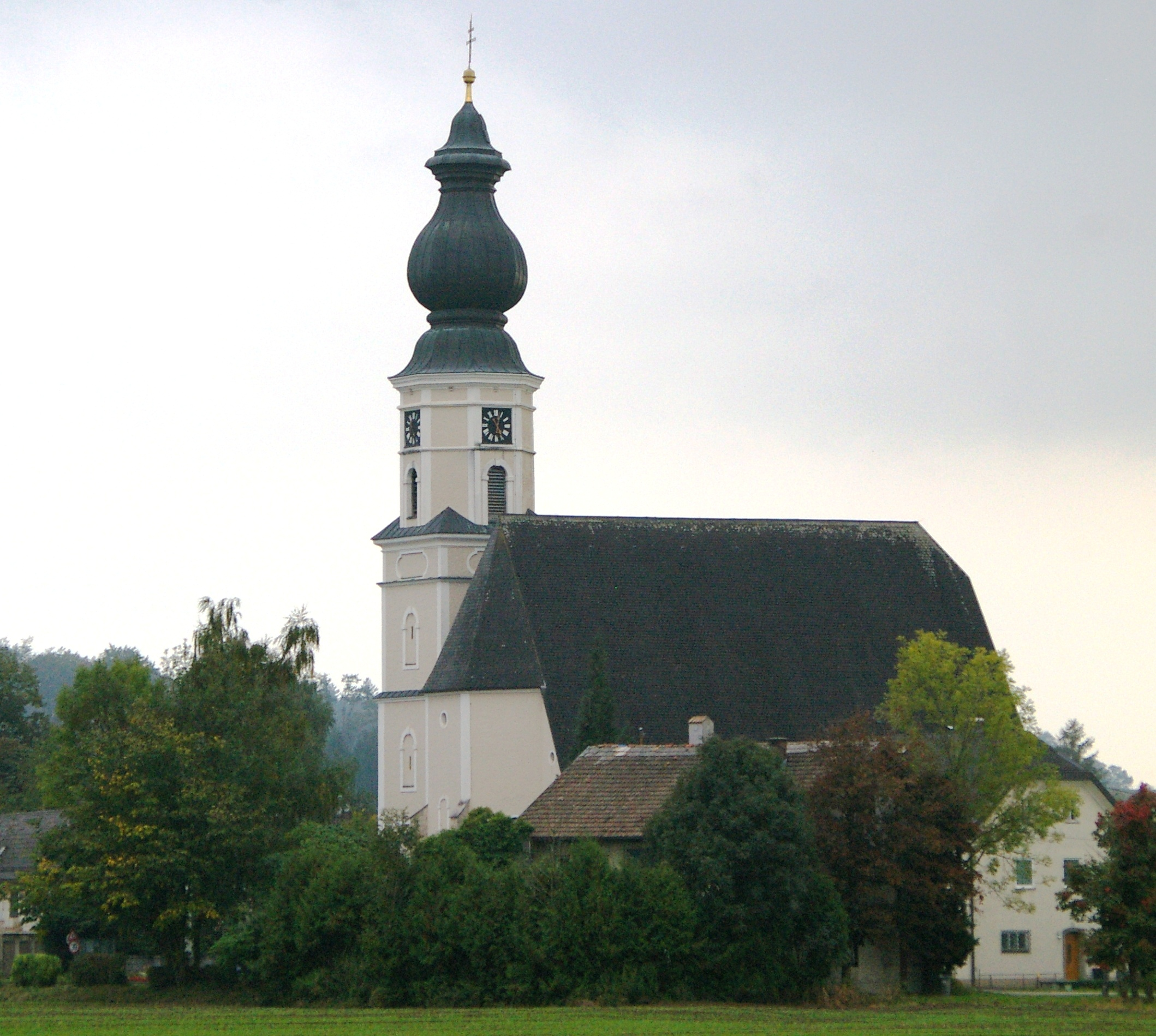
A Szt. András-plébániatemplom

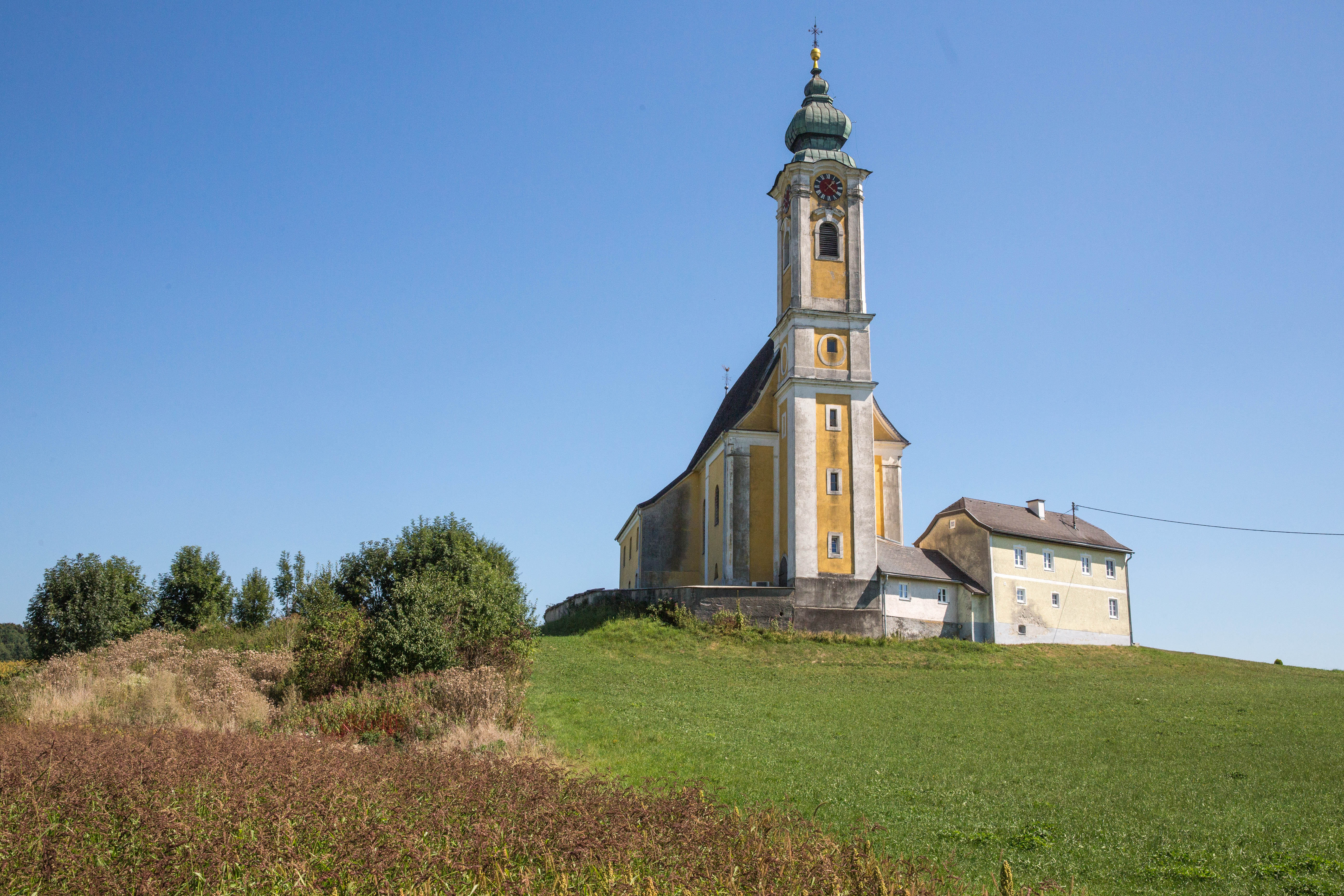
A Szt. Bertalan-templom

Feldkirchen bei Mattighofen Felső-Ausztria Innviertel régiójában fekszik. Területének 23,1%-a erdő, 70,8% áll mezőgazdasági művelés alatt. Az önkormányzat 39 településrészt és falut egyesít: Aich (27 lakos 2018-ban), Altheim (92), Aschau (170), Außerpirach (6), Bamberg (24), Burgkirchen (11), Edt (24), Emerding (41), Feldkirchen bei Mattighofen (286), Gerberling (8), Gietzing (20), Gstaig (87), Hafenberg (16), Haiderthal (41), Hansried (6), Haselpfaffing (23), Hennergraben (4), Holz (17), Höslrein (46), Innerpirach (31), Jetzing (7), Kampern (82), Kendling (2), Klöpfing (26), Oichten (130), Öppelhausen (76), Ottenhausen (169), Otterfing (40), Primsing (30), Quick (23), Renzlhausen (60), Revier Renzlhausen (25), Sattlern (34), Sperledt (8), Vormoos (119), Wenigaschau (14), Wexling (16), Wiesing (85) és Willersdorf (52).
A környező önkormányzatok: délnyugatra Moosdorf, nyugatra Eggelsberg, északra Sankt Georgen am Fillmannsbach, északkeletre Pischelsdorf am Engelbach, keletre Auerbach, délkeletre Kirchberg bei Mattighofen és Perwang am Grabensee, délre Dorfbeuern (Salzburg tartomány). 

## Története
Feldkirchen helyén 757-ben királyi palota épült. 1007-ben a földbirtokot a bambergi püspöknek adományozták, aki frankokat és svábokat telepített a térségbe. A falu egészen 1779-ig Bajorországhoz tartozott, amikor azonban a bajor örökösödési háborút lezáró tescheni béke következtében a teljes Innviertel Ausztriához került át. A napóleoni háborúk során 1809-ben a régiót a franciákkal szövetséges Bajorország visszakapta, majd Napóleon bukása után ismét Ausztriáé lett.
A köztársaság 1918-as megalakulásakor Feldkirchent Felső-Ausztria tartományhoz sorolták. Miután Ausztria 1938-ban csatlakozott a Német Birodalomhoz, az Oberdonaui gau része lett. A második világháború után a község visszakerült Felső-Ausztriához. 

## Lakosság
A Feldkirchen bei Mattighofen-i önkormányzat területén 2018 januárjában 1978 fő élt. A lakosságszám 1981 óta gyarapodó tendenciát mutat. 2016-ban a helybeliek 95,1%-a volt osztrák állampolgár; a külföldiek közül 2,7% a régi (2004 előtti), 1,1% az új EU-tagállamokból érkezett. 2001-ben a lakosok 91,4%-a római katolikusnak, 1,6% evangélikusnak, 1,1% mohamedánnak, 4% pedig felekezeten kívülinek vallotta magát. Ugyanekkor egy magyar élt a községben. 
A lakosság számának változása:

| 2016 | 1 929 |
| 2018 | 1 978 |

## Látnivalók
- a Szt. András-plébániatemplom
- Aschau Szt. Bertalan-temploma

## Fordítás
- Ez a szócikk részben vagy egészben  a   Feldkirchen bei Mattighofen című német Wikipédia-szócikk ezen változatának fordításán alapul.  Az eredeti cikk szerkesztőit annak laptörténete sorolja fel. Ez a jelzés csupán a megfogalmazás eredetét és a szerzői jogokat jelzi, nem szolgál a cikkben szereplő információk forrásmegjelöléseként.